# Vieux château de Stuttgart
Le vieux château de Stuttgart (en allemand Altes Schloss), est un château situé à Stuttgart, la capitale du Land de Bade-Wurtemberg en Allemagne. 

## Histoire
Le château remonte au milieu du Xe siècle, quand Stuttgart était un haras[réf. nécessaire]. 
Au XIVe siècle, il devient la résidence des comtes de Wurtemberg. Au XVIe siècle, Christophe et Louis de Wurtemberg le font transformer en palais Renaissance. Les douves sont comblées au XVIIIe siècle.
Le château est gravement endommagé en 1931 par un incendie, puis par les bombardements de la Seconde Guerre mondiale, avant d'avoir pu être reconstruit. La rénovation est achevée en 1969.

## Divers
Le roi Charles Ier de Wurtemberg et sa femme Olga Nikolaïevna de Russie sont enterrés dans la chapelle du château. La cour intérieure est occupée par un monument en l'honneur du duc Eberhard V de Wurtemberg. Juste à côté a été construite pour le remplacer à la fin du XVIIIe siècle la nouvelle résidence appelée Nouveau château (de).
Le vieux château de Stuttgart abrite aujourd'hui le musée régional Württembergisches Landesmuseum.

## Galerie

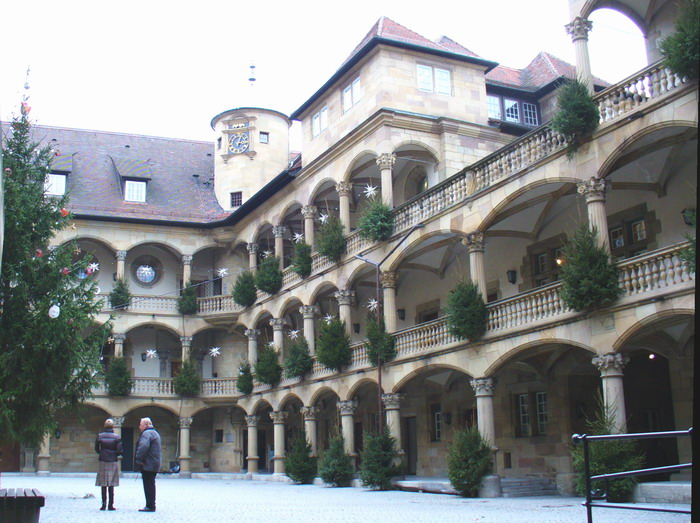
Cour intérieure
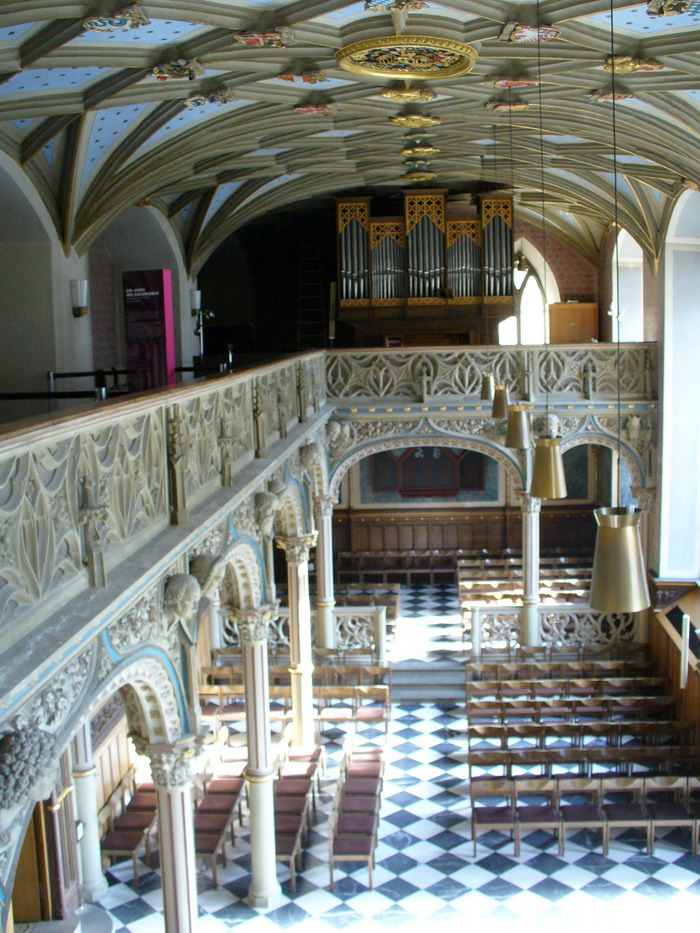
Chapelle
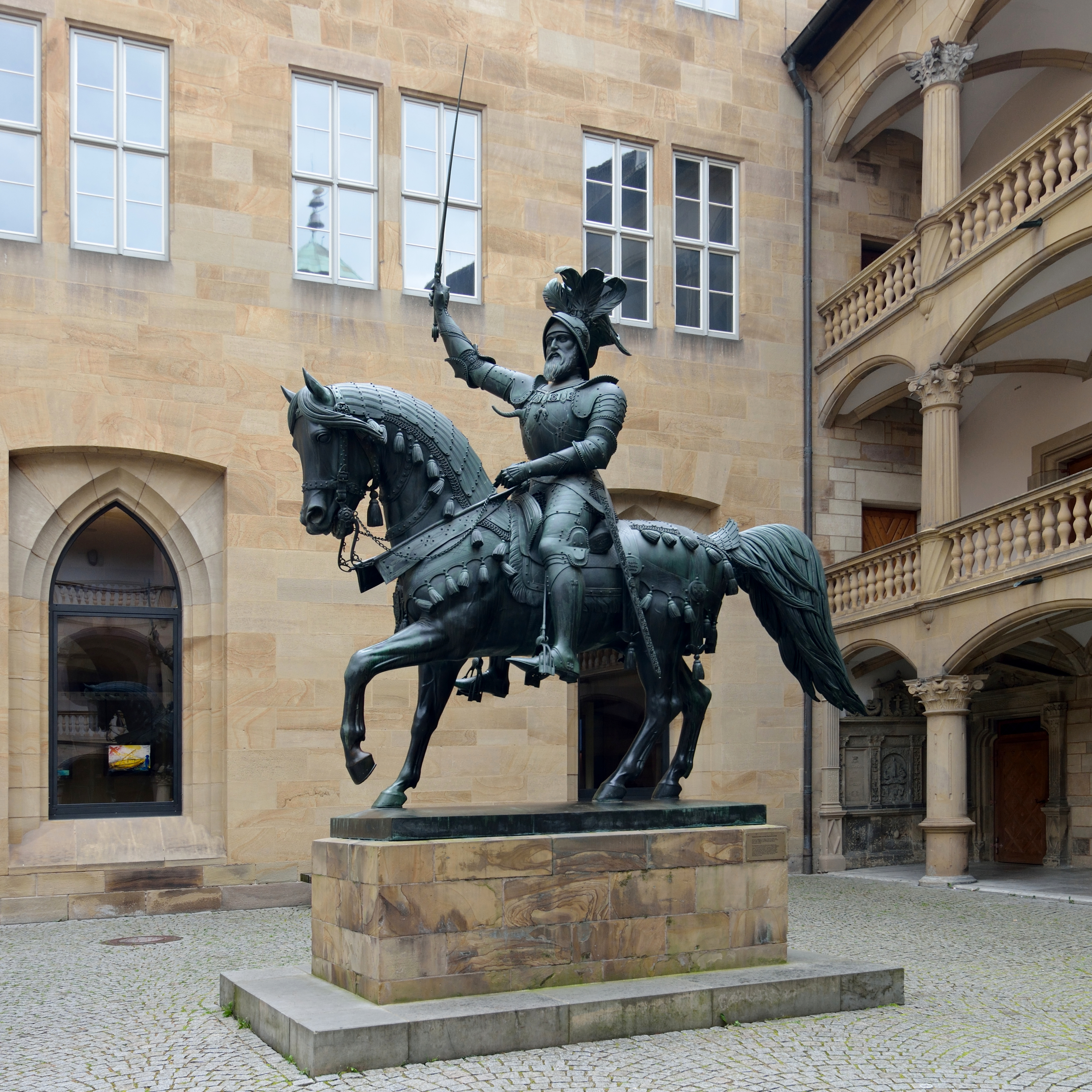
Monument du duc Eberhard Ier
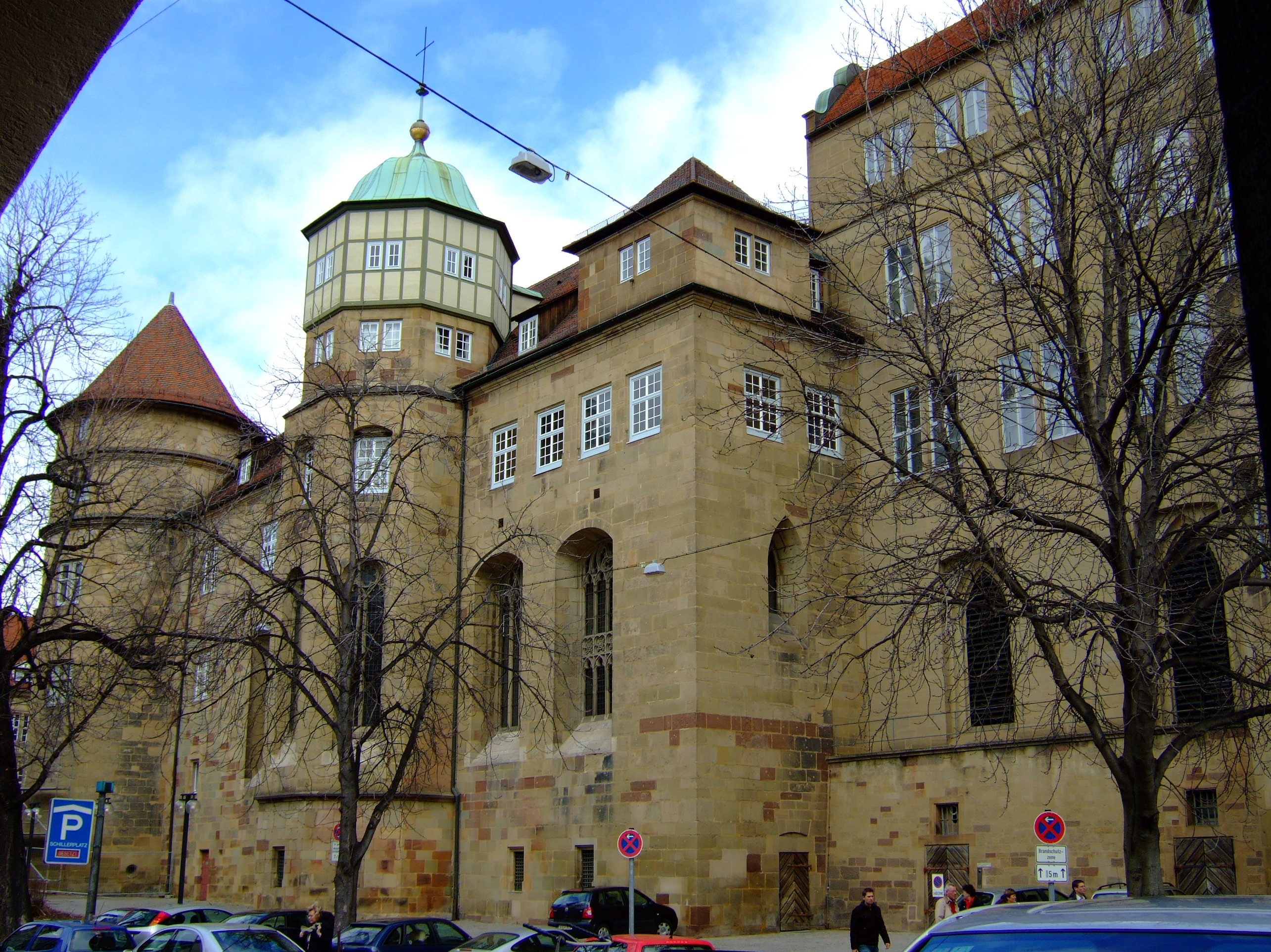
Le vieux château depuis la place du marché
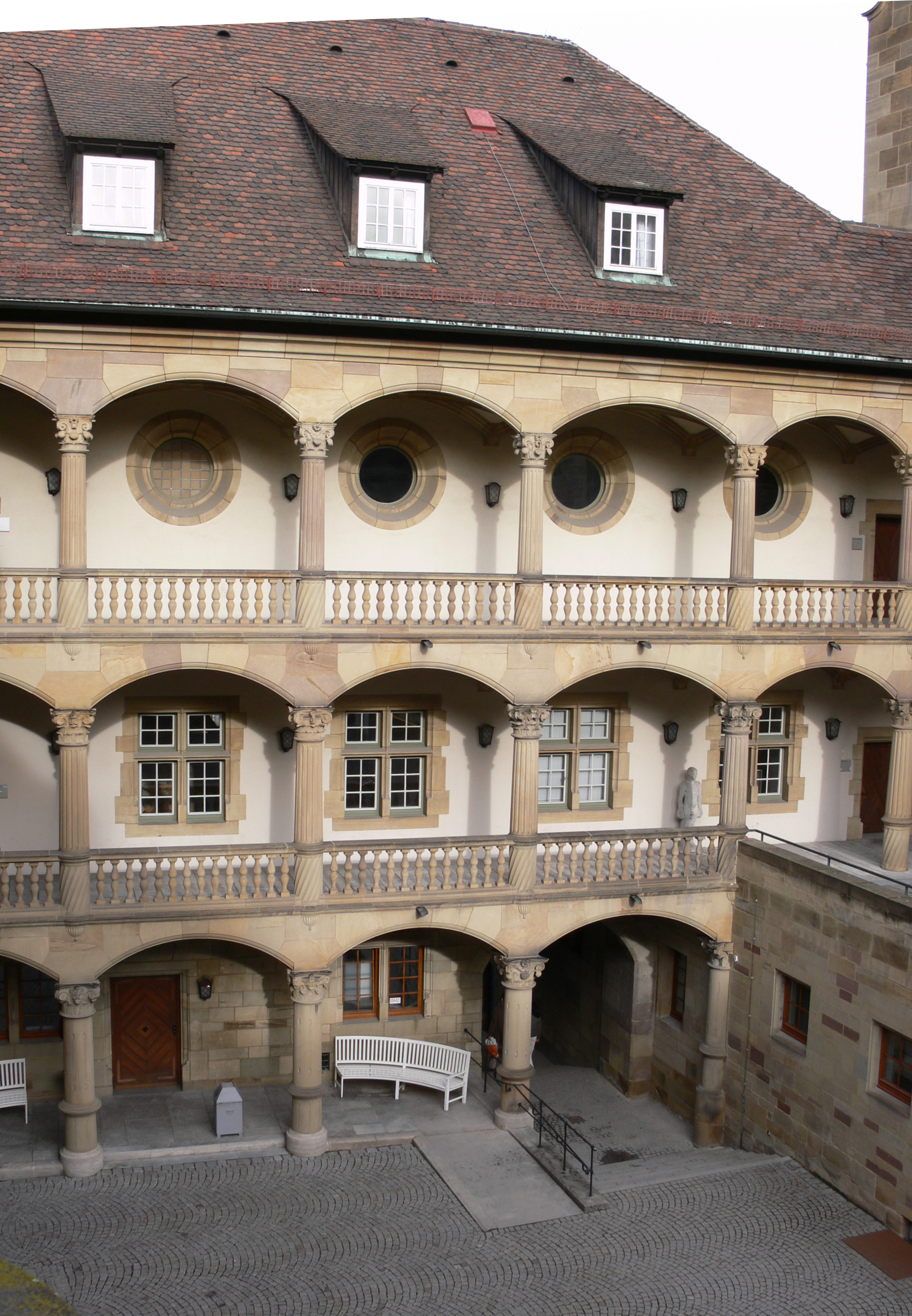
La cour du château
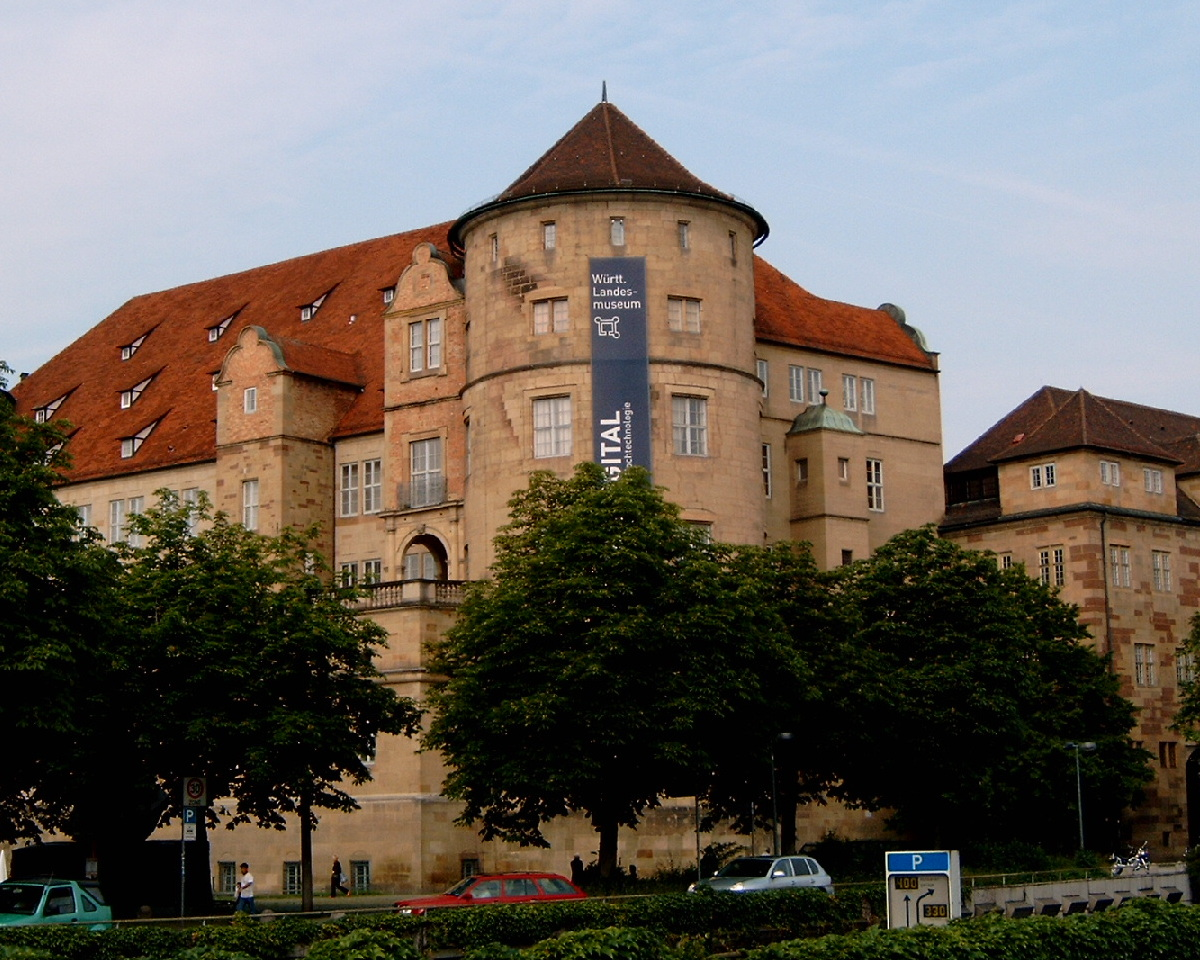
Le pignon sud-ouest